# エドゥアルド・ユウジ・サントス
エドゥアルド・ユウジ・サントス（Eduardo Yudy Santos 1994年10月25日- ）はブラジルの柔道選手。茨城県下妻市出身。階級は81kg級。

## 人物
日系人の祖母が住む茨城県へブラジルから移ってきた両親の下に生まれた。下妻東部中学3年の時に全国中学校柔道大会73kg級に出場したが3回戦で敗れた。明野高校2年の時にはインターハイ81kg級に出場したが初戦で敗れ、全国高校選手権でも2回戦で敗れた。3年の時にはインターハイの準々決勝で大牟田高校3年の佐藤正大に技ありで敗れて5位だった。2013年には国際武道大学へ進学すると、1年の時に学生体重別の2回戦で東海大学3年の渡邉勇人に敗れた。一方、ブラジル国籍だったため全日本ジュニアに出場きなかったことがきっかけとなり、19歳の時にブラジルに渡って現地で代表を目指すことになった。最初はポルトガル語が全く出来ず、文化の違いに戸惑ったものの段々と慣れていったという。2016年にはリオデジャネイロオリンピックテスト大会で優勝したが、リオデジャネイロオリンピックには国内に世界選手権3位のビクトル・ペナルベルがいたために出場できなかった。2017年にはパンナム選手権、2018年には世界軍人選手権大会でそれぞれ優勝した。2019年にはパンアメリカン競技大会で優勝すると、世界団体では準々決勝のアゼルバイジャン戦で1階級上のママダリ・メフディエフに一本勝ちするも、チームは準決勝の日本戦で敗れたが3位になった。なお、国内の団体戦では元世界選手権2位である100kg超級のダビド・モウラに勝利した。2021年7月に日本武道館で開催された東京オリンピックでは2回戦で元世界チャンピオンのイスラエルのサギ・ムキに敗れた。

## 主な戦績
- 2016年 - リオデジャネイロオリンピック　テスト大会　優勝
- 2017年 - ヨーロッパオープン・ローマ　優勝
- 2017年 - パンナム選手権　優勝
- 2017年 - グランドスラム・東京　7位
- 2017年 - ワールドマスターズ　5位
- 2018年 - グランプリ・チュニス　3位
- 2018年 - パンナム選手権　3位
- 2018年 - 世界軍人選手権大会　優勝
- 2019年 - パンナム選手権　3位
- 2019年 - パンアメリカン競技大会　優勝
- 2019年 - 世界団体　3位
- 2020年 - グランプリ・テルアビブ　3位
- 2020年 - パンナム選手権　2位

(出典、JudoInside.com)